# Jeff Miller (politico)
Jefferson B. Miller, detto Jeff (St. Petersburg, 27 giugno 1959), è un politico statunitense, membro della Camera dei Rappresentanti per lo stato della Florida dal 2001 al 2017.

## Biografia
Dopo aver ricevuto un bachelor in giornalismo dall'Università della Florida nel 1984, Miller lavorò come agente immobiliare e vicesceriffo.
Dal 1998 al 2001 fu un membro della Camera dei Rappresentanti della Florida. Nel 2001 si candidò alla Camera dei Rappresentanti nazionale per sostituire il deputato Joe Scarborough, dimessosi per passare più tempo con la sua famiglia.
L'alto tasso di elettori repubblicani nel distretto consentì a Miller di conquistare il seggio e di venire rieletto con ampio margine in tutte le elezioni successive, fin quando nel 2016 annunciò il proprio ritiro dalla politica.
Miller è un repubblicano conservatore, soprattutto in materia sociale: sostenitore del secondo emendamento, è contrario all'aborto, all'immigrazione clandestina e alla ricerca sulle cellule staminali.
Jeff Miller è sposato con Vicki, dalla quale ha avuto due figli.